# Ritanna Armeni
Ritanna Armeni (Brindisi, 12 luglio 1947) è una giornalista, saggista e conduttrice televisiva italiana.

## Biografia
Ritanna Armeni fu in gioventù tra i simpatizzanti della formazione extraparlamentare Potere Operaio. Diventò giornalista professionista nel 1976 e, in seguito, redattrice di Noi donne, per poi collaborare alla nascita del quotidiano il manifesto.
Dopo aver svolto incarichi giornalistici per conto de Il Mondo, vari telegiornali e radiogiornali Rai, Rassegna Sindacale e Rinascita approdò al quotidiano l'Unità: la collaborazione durò dal 1990 al 1998, anno in cui lei divenne portavoce dell'allora segretario di Rifondazione Comunista e futuro Presidente della Camera dei deputati, Fausto Bertinotti.
Collabora con il Corriere della Sera Magazine e, in qualità di editorialista, con il quotidiano di Rifondazione Comunista, Liberazione. Dal settembre 2004 al febbraio 2008 ha condotto, assieme a Giuliano Ferrara, Otto e mezzo, in onda su La7. Attualmentecollabora con Il Riformista, RED TV e la rivista Rocca.
Nel 2005 divenne protagonista di una polemica con il giornalista Marco Travaglio, che la accusò, con riferimento a una puntata di Otto e mezzo di essersi «accucciata sulle ginocchia di Ferrara».
Queste dichiarazioni hanno suscitato la rabbia di Ritanna Armeni che ha definito Travaglio «un maschilista» che «usa parole di tono squadristico... Invece di contestarmi politicamente, ha preferito soffermarsi sul mio essere donna». La polemica era stata lanciata dalle colonne de l'Unità, tramite la rubrica Bananas, successivamente chiamata Uliwood Party.

## Vita privata
Ha una figlia, la filologa romanza Marta Rovetta.

## Opere
- Noi vivremo del lavoro. Viaggio al tramonto di un mito (con Paola Piva), Roma, Edizioni Lavoro, 1980, ISBN 978-88-7910-132-5
- Gli extraconfederali. Cobas e autonomi: chi sono, cosa pensano, cosa vogliono, Roma, Edizioni Lavoro, 1988 ISBN 88-7910-395-4
- Chiamateci compagni: cronache della Rifondazione comunista, a cura di Ritanna Armeni e Vichi De Marchi, Milano, Feltrinelli, 1991 ISBN 978-88-267-0026-7
- La colpa delle donne. Dal referendum sull'aborto alla fecondazione assistita: storie, battaglie e riflessioni, Firenze, Ponte alle Grazie, 2006 ISBN 978-88-7928-819-4
- Prime donne. Perché in politica non c'è spazio per il secondo sesso, Firenze, Ponte alle Grazie, 2008 ISBN 978-88-7928-953-5
- Devi augurarti che la strada sia lunga (con Fausto Bertinotti e Rina Gagliardi), Firenze, Ponte alle Grazie, 2009 ISBN 978-88-6220-053-0
- Due pacifisti e un generale. A colloquio con Vincenzo Camporini (con Emanuele Giordana), Roma, Ediesse, 2010 ISBN 88-230-1522-7
- Parola di donna. Le 100 parole che hanno cambiato il mondo raccontate da 100 protagoniste, Firenze, Ponte alle Grazie, 2011 ISBN 978-88-6220-278-7
- Lo squalo e il dinosauro. Vita operaia nella FIAT di Marchionne, Roma, Ediesse, 2012 ISBN 978-88-230-1736-8
- Di questo amore non si deve sapere. La storia di Inessa e Lenin, Firenze, Ponte alle Grazie, 2015 ISBN 978-88-6833-374-4 Premio Comisso 2016 per la biografia;[3]
- Una donna può tutto. 1941: volano le Streghe della notte, Firenze, Ponte alle Grazie, 2018 ISBN 978-88-683-3810-7
- Marina (con Eleonora Mancini, illustrazioni di Simone Angelini), Roma, Giulio Perrone Editore, 2018 ISBN 9788860044792
- Mara. Una donna del Novecento, Firenze, Ponte alle Grazie, 2020 ISBN 9788833313146
- Per strada è la felicità, Firenze, Ponte alle Grazie, 2021 ISBN 9788833315409
- Il secondo piano, Firenze, Ponte alle Grazie, 2022, ISBN 9788833319537.